# De jure
De jure (de iure på klassisk latin) er et udtryk som betyder "ifølge loven", i modsætning til de facto, som betyder "i praksis".
Udtrykkene de jure og de facto bruges i stedet for henholdsvis "i princippet" og "i praksis", når man beskriver politiske situationer. En praksis kan eksistere de facto, hvis for eksempel det er almindeligt at følge en uskreven regel. Ved en proces kaldet "desuetude" kan en de facto praksis med tiden erstatte en forældet lov. På den anden side kan en praksis være de jure uden at blive overholdt. For eksempel er det almindeligt at gå over for rødt lys, hvis der ikke er nogen krydsende trafik, selvom det er forbudt ifølge færdselsloven.